# Decimosexto problema de Hilbert
El decimosexto problema de Hilbert (uno de los conocidos como veintitrés Problemas de Hilbert, publicados en 1900 por el matemático alemán David Hilbert), se planteó en su forma original como el Problema de la topología de curvas y superficies algebraicas ("Problem der Topologie algebraischer Kurven und Flächen").
En realidad, consiste en dos problemas similares en diferentes ramas de las matemáticas:
- Una investigación de las posiciones relativas de las ramas de las curvas algebraicas reales de grado n (y de manera similar para las superficies algebraicas).
- La determinación del límite superior para el número de ciclos límite en campos vectoriales polinómicos bidimensionales de grado n y una investigación de sus posiciones relativas.

El primer problema aún no está resuelto para n = 8. Por lo tanto, este problema es lo que generalmente se considera el decimosexto problema de Hilbert en geometría algebraica real. El segundo problema también permanece sin resolver: no se conoce un límite superior para el número de ciclos límite para ningún n > 1, y esto es lo que generalmente se entiende por el decimosexto problema de Hilbert en el campo de los sistemas dinámicos.
La Real Sociedad Española de Matemáticas expuso este documento explicando el decimosexto problema de Hilbert.

## La primera parte del problema decimosexto de Hilbert
En 1876 Harnack investigó las curvas algebraicas en el plano proyectivo real y encontró que las curvas de grado n no podían tener más de
{\displaystyle {n^{2}-3n+4 \over 2}}
componentes conectados separados entre sí. Además, mostró cómo construir curvas que alcanzaban ese límite superior y, por lo tanto, era el mejor límite posible. Las curvas con ese número de componentes se denominan curvas M.
Hilbert había investigado las curvas M de grado 6 y encontró que los 11 componentes siempre estaban agrupados de cierta manera. Su desafío para la comunidad matemática ahora era investigar completamente las posibles configuraciones de los componentes de las curvas M.
Además, solicitó una generalización del teorema de la curva de Harnack a las superficies algebraicas y una investigación similar de superficies con el número máximo de componentes.

## La segunda parte del problema decimosexto de Hilbert
Aquí se van a considerar campos de vectores polinómicos en el plano real, que es un sistema de ecuaciones diferenciales de la forma:
{\displaystyle {dx \over dt}=P(x,y),\qquad {dy \over dt}=Q(x,y)}
donde tanto P como Q son polinomios reales de grado n.
Estos campos de vectores polinómicos fueron estudiados por Poincaré, quien tuvo la idea de abandonar la búsqueda de encontrar soluciones exactas al sistema, y en su lugar intentó estudiar las características cualitativas de la colección de todas las soluciones posibles.
Entre muchos descubrimientos importantes, encontró que los conjuntos de límites de tales soluciones no necesitan ser un punto estacionario, sino que podrían ser una solución periódica. Estas soluciones se denominan ciclo límite.
La segunda parte del problema decimosexto de Hilbert es decidir un límite superior para el número de ciclos límite en campos vectoriales polinómicos de grado n y, similar a la primera parte, investigar sus posiciones relativas.

### Resultados
Yulii Ilyashenko y Jean Écalle demostraron en 1991/1992 que cada campo vectorial polinómico en el plano tiene solo un número finito de ciclos límite (un artículo de 1923 de Henri Dulac que afirmaba ser una prueba de esta afirmación, se comprobó que contenía una laguna en 1981). Esta afirmación no es obvia, ya que es fácil construir campos vectoriales suaves (C∞) en el plano con infinitos ciclos límite concéntricos.
La cuestión de si existe un límite superior finito H(n) para el número de ciclos límite de campos vectoriales polinómicos planos de grado n permanece sin resolver para cualquier n > 1. (H(1) = 0 ya que los campos vectoriales lineales no tienen ciclos límite). Yevgueni Landis e Iván Petrovsky reclamaron una solución en la década de 1950, pero se demostró que era incorrecta a principios de la década de 1960. Se conocen campos vectoriales planos cuadráticos con cuatro ciclos límite. Un ejemplo de visualización numérica de cuatro ciclos límite en un campo vectorial plano cuadrático se puede encontrar en una publicación de N.V. Kuznetsov. En general, las dificultades para estimar el número de ciclos límite por integración numérica se deben a los ciclos límite anidados con regiones de atracción muy estrechas, que son atractores ocultos, y ciclos límite semiestables.

## La formulación original de los problemas
En su discurso, Hilbert presentó los problemas como:

El límite superior de ramas cerradas y separadas de una curva algebraica de grado n fue decidido por Harnack (Mathematische Annalen, 10); de aquí surge la cuestión adicional de las posiciones relativas de las ramas en el plano.
A partir de las curvas de grado 6, me he convencido, ciertamente de una manera bastante elaborada, de que las 11 ramas, que pueden tener según Harnack, nunca pueden estar todas separadas, sino que debe existir una rama, que tenga otra rama corriendo en su interior y nueve ramales corriendo en su exterior, o en sentido opuesto. Me parece que una investigación exhaustiva de las posiciones relativas del límite superior para ramas separadas es de gran interés, y de manera similar, la investigación correspondiente del número, forma y posición de las hojas de una superficie algebraica en el espacio - incluso aún no se ha conocido, cuántas hojas puede tener como máximo una superficie de grado 4 en un espacio tridimensional. (cf. Rohn, Flächen vierter Ordnung, Preissschriften der Fürstlich Jablonowskischen Gesellschaft, Leipzig 1886)

Hilbert continúa:

Siguiendo este problema puramente algebraico me gustaría plantear una pregunta que, me parece, puede ser atacada por el mismo método de cambio continuo de coeficientes, y cuya respuesta es de similar importancia para la topología de las familias de curvas definidas por ecuaciones diferenciales - esa es la cuestión del límite superior y la posición de los ciclos de límite de Poincaré (ciclos límite) para una ecuación diferencial de primer orden de la forma:

{\displaystyle {dy \over dx}={Y \over X}}
donde X, Y son funciones racionales enteras de grado n en  x, y, o escrito de forma homogénea:
{\displaystyle X\left(y{dz \over dt}-z{dy \over dt}\right)+Y\left(z{dx \over dt}-x{dz \over dt}\right)+Z\left(x{dy \over dt}-y{dx \over dt}\right)=0}

donde X, Y, Z denotan funciones integrables, racionales y homogéneas de grado n en x, y, z, y estos últimos deben considerarse función del parámetro t.